# Attigny (Vosges)
Attigny település Franciaországban, Vosges megyében. Lakosainak száma 202 fő (2022. január 1.). Attigny Monthureux-sur-Saône, Nonville, Belmont-lès-Darney, Bleurville, Claudon, Darney és Hennezel községekkel határos.

## Népesség
A település népességének változása:
| Lakosok száma | 253  | 238  | 240  | 230  | 221  | 212  | 203  | 201  | 202  |
|               | 2013 | 2015 | 2016 | 2017 | 2018 | 2019 | 2020 | 2021 | 2022 |